# Howard Lederer
Howard Henry Lederer (Concord, 30 ottobre 1964) è un giocatore di poker statunitense.
Soprannominato The Professor, ha vinto 2 braccialetti delle World Series of Poker e 2 titoli del World Poker Tour. Alle WSOP può vantare 44 piazzamenti a premi, fino all'edizione 2010.
Inizialmente abile giocatore di scacchi, fu tra i primi sperimentatori del Texas hold 'em al leggendario Mayfair Club di New York nel corso degli anni 1980, insieme a giocatori del calibro di Erik Seidel e Dan Harrington.
Nel 1993 si trasferì a Las Vegas, specializzandosi nel cash game e nei tornei dai buy-in superiori ai $ 10.000. Vinse il suo primo braccialetto alle WSOP 2000, nel $5.000 Limit Omaha Hi-Lo; bissò il successo nell'edizione successiva, conquistando il $5.000 Deuce to Seven Draw.
Ha centrato due successi al WPT nel corso della prima stagione: $10.000 World Poker Finals e $5.000 Party Poker Million.
Nel gennaio 2008 ha vinto l'Aussie Millions dal buy-in di A$ 100.000, che gli ha fruttato la vincita di A$ 1.250.000 (circa $ 1.098.785).
Fino al maggio 2011 ha vinto oltre $ 6.000.000 in tornei.
È il fratello della giocatrice professionista Annie Duke.
Il 20 settembre 2011, il Dipartimento di Giustizia Americano aprì un caso, accusando Lederer e altri tre direttori del sito di poker Full Tilt Poker di aver istituito uno Schema Ponzi che truffò 444 milioni di dollari ai clienti.  Archiviato il 28 novembre 2011 in Internet Archive.

## Braccialetti
| Anno | Torneo                     | Premio   |
| ---- | -------------------------- | -------- |
| 2000 | $5.000 Limit Omaha Hi-Lo   | $198.000 |
| 2001 | $5.000 Deuce to Seven Draw | $165.870 |